# Werner Klatt
Werner Klatt   (Schönberg, 21 de desembre de 1948 - 3 d'abril de 2022) fou un remer alemany que va competir sota bandera de la República Democràtica Alemanya durant les dècades de 1960 i 1970.
El 1976 va prendre part en els Jocs Olímpics d'Estiu de Mont-real, on guanyà la medalla d'or en la prova del vuit amb timoner del programa de rem.
En el seu palmarès també destaquen dues medalles d'or al Campionat del Món de rem, el 1970 en el dos sense timoner i el 1975 en el vuit amb timoner. També guanyà tres medalles al Campionat d'Europa de rem, de bronze el Klagenfurt 1969 en el quatre sense timoner i d'or el 1971 en el dos sense timoner i el 1973 en el vuit amb timoner. i cinc campionats nacionals.